# Вайден-бай-Рехніц
Вайден-бай-Рехніц (нім. Weiden bei Rechnitz) — громада округу Оберварт у землі Бургенланд, Австрія.
Вайден-бай-Рехніц лежить на висоті  330 м над рівнем моря і займає площу  39,8 км². Громада налічує 821 мешканців. 
Густота населення 21/км².  
|                                            |
| Вайден-бай-Рехніц на мапі округу та землі. |

 Адреса управління громади: 7463 Weiden bei Rechnitz. 

## Демографія
Історична динаміка населення громади за даними сайту Statistik Austria

## Виноски
| Австрія | Це незавершена стаття з географії Австрії. Ви можете допомогти проєкту, виправивши або дописавши її. |